# Isaac Fernández Vila
Isaac Fernández Vila (Vigo, 28 de maig de 1979) és un exfutbolista gallec, que ocupava la posició de migcampista.

## Trajectòria
Sorgeix del planter del Celta de Vigo. A la temporada 01/02 esdevé titular al filial viguès, condició que manté durant tres campanyes. L'agost del 2004 debuta amb el primer equip del Celta de Vigo, en aquella època a Segona Divisió. En total, juga 10 partits eixe any, que culmina amb l'ascens dels gallecs a la màxima categoria.
Inicià la temporada 05/06 amb el primer equip del Celta, però no disputa cap minut de la competició. Al mercat d'hivern marxa al Racing de Ferrol, de la categoria d'argent, on disputa 4 partits abans de retirar-se al final de la temporada, a causa de les lesions.